# Kéri Gerzson
Kéri Gerzson (Budapest, 1944. –) matematikus, tudományos főmunkatárs, egyetemi docens, az MTA doktora (2012).

## Életpályája
1961-ben Kéry Gerzson néven II. díjat nyert a 3. Nemzetközi Matematikai Diákolimpián. 1962-ben érettségizett a Soproni Széchenyi István Gimnáziumban. Ugyanebben az évben első díjat nyert (és abszolút 2. helyezést ért el) a 4. Nemzetközi Matematikai Diákolimpián. 1967-ben diplomázott az Eötvös Loránd Tudományegyetem Természettudományi Karán okleveles matematikusként. Egyetemi doktori disszertációját 1972-ben szerezte meg summa cum laude minősítéssel.
T. Sós Vera és Prékopa András tanítványa volt.

### Kutatási területei
- Kombinatorika és gráfelmélet
- Lineáris és kvadratikus programozás
- Döntési módszerek
- Kódelmélet kombinatorikus és számítógépes módszerei
- Mátrixelmélet

## Művei
- Az operációkutatás számítógépes módszerei I. Lineáris programozás, Tankönyvkiadó, Budapest, 1984, 239 pp.
- Térlefedő (covering) kódok kérdései, a szerző kiadása, Budapest, 2011, ISBN 978-963-08-3043-0, 310 pp.
- Lefedő kódok kérdései, GlobeEdit, Beau-Bassin, 2017, ISBN 978-620-2-48600-2, 279 pp.
- Compressed Chebyshev Polynomials and Multiple-Angle Formulas, GlobeEdit, Chisinau, 2021, ISBN 978-620-0-62498-7, 43 pp.
- Compressed Chebyshev Polynomials and Multiple-Angle Formulas II, GlobeEdit, Chisinau, 2022, ISBN 978-620-0-63046-9, 58 pp.
- K. G, Marx György, Rubik Ernő, Varga Tamás és Vekerdy Tamás, Rubik's cubic compendium, The Clarendon Press, Oxford University Press, New York, 1987, 225 pp. [MR0942441 (89i:00017)
- K. G, Marx György, Rubik Ernő, Varga Tamás és Vekerdy Tamás, A bővös kocka, Műszaki Könyvkiadó, Budapest, 1981, 206 pp.
- Vázlatok három tantárgy diákolimpiáinak a versenyzőiről, valamint az országos versenyek legjobbjairól 1894–2024. Javított és bővített elektronikus kiadás, 2. elektronikus kiadás (2024. november) Online hozzáférés